# 현대 아토스
현대 아토스(Hyundai Atoz)는 현대자동차가 1997년에 처음으로 출시한 경차다. 차명인 아토스는 'A to Z(알파벳의 A에서 Z)'를 의미하며, ATOZ라는 영문 표기 때문에 아토즈로도 불리나, 아토스가 공식 차명이다. 대한민국 이외의 국가에서는 철자와 발음을 통일시켜 ATOS라는 표기로 판매하였다.

## 1세대(MX)

### 아토스(1997년9월~2002년5월)

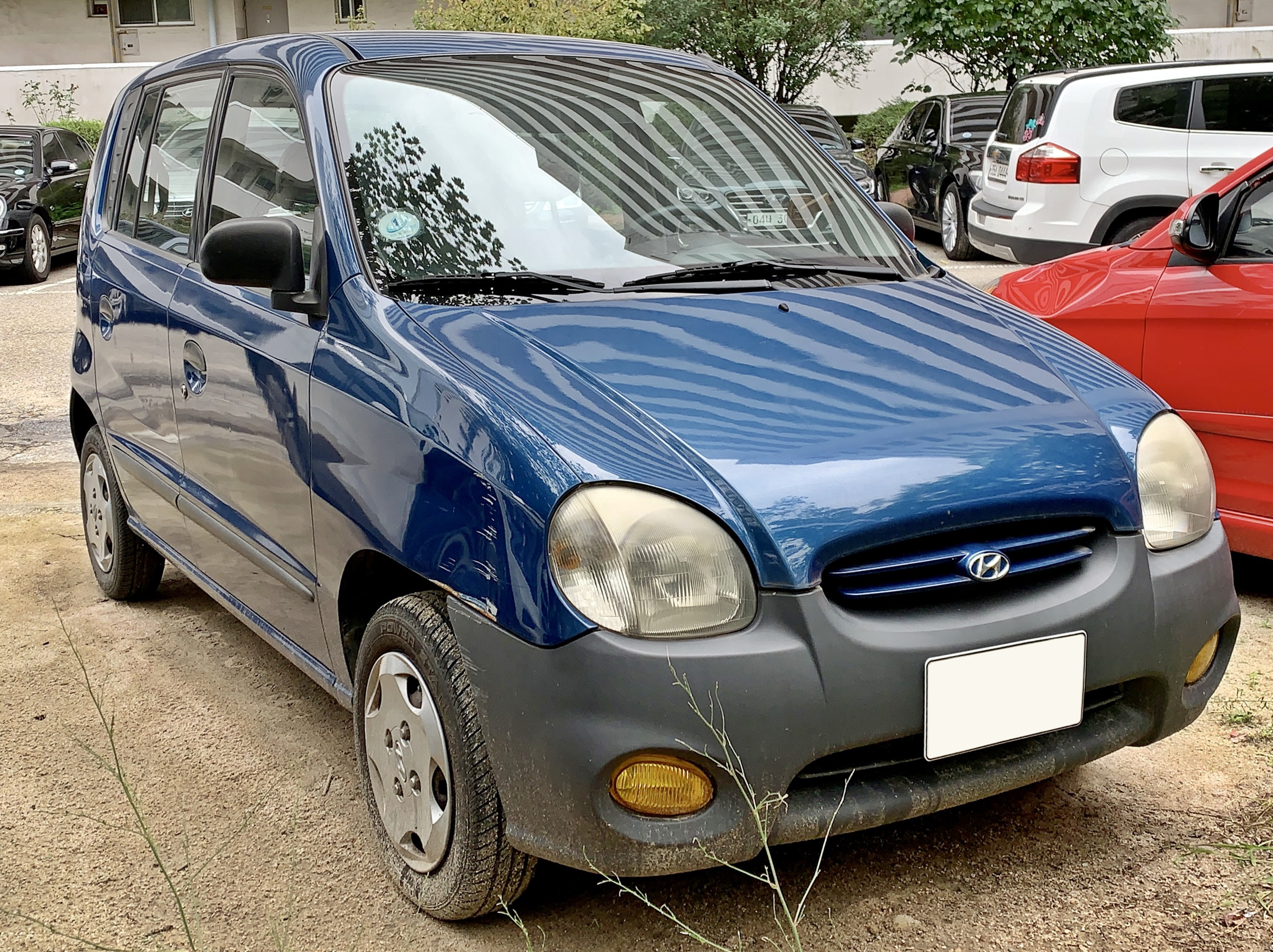
현대 아토스 (전기형) 정측면

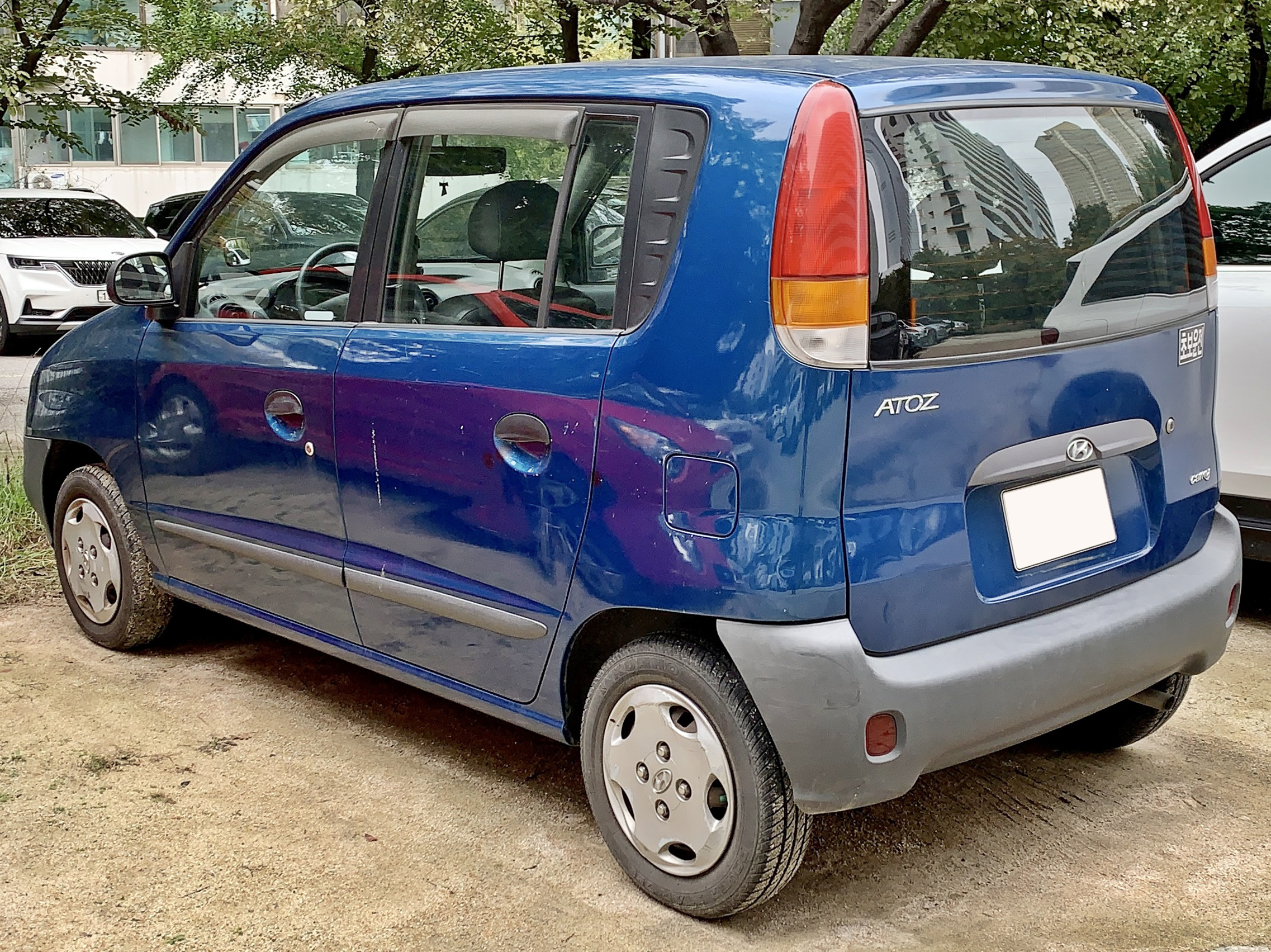
현대 아토스 (전기형) 후측면

1997 서울 모터쇼에서 개발명인 MX를 포함한 HMX라는 이름의 콘셉트 카로 공개된 후, 1997년 9월 2일에 출시했다. 출시 이후 대한민국의 IMF 구제금융 요청 사태가 발생하자 1997년 12월 월간 판매 순위에서 대우 티코를 이겨내고 전 차종 1위를 기록하였으나, 이듬해 티코의 후속인 대우 마티즈가 출시되어 판매가 줄어든다. 형제차이자 가지치기 모델인 기아 비스토(MXL)가 1999년 4월 15일에 출시되었으나, 여전히 대우 마티즈가 경차 시장의 선두 자리를 지켰다.
자동변속기는 아이신의 3단을 이용해 오다가, 2000년 3월부터 자트코의 4단 자동변속기(JF405E)로 교체했다. 하지만 자트코의 4단 자동변속기는 자동변속기 오일 규격(JWS3314)을 많이 가렸고, 발열 문제도 있어서 좋은 평가를 받지 못했다.
54마력 자연흡기 엔진 외에 70마력 입실론 가솔린 터보 엔진도 추가했으나, 연비가 좋지 못했다.
대우 마티즈에 비해 판매가 부진해서, 기아 비스토와 함께 병행 생산하다가 2002년 5월에 클릭이 출시되어 비스토와 통합되는 형식으로 단종되었다. 형제차인 비스토는 2003년 말까지 생산하고 이듬해 클릭의 플랫폼으로 만든 모닝에 넘겼다. 유럽에서는 2007년에 선보인 i10이 아토스의 후속 차종으로 판매 중이며, 첸나이 현지공장에서 만들어 수출했다. 인도에서는 2014년까지 생산 및 판매되었으며, 후속 차종으로 이온이 출시되어 판매 중에 있다.
아토스가 단종된 후 현대자동차그룹에서는 기아자동차만 대한민국 경차 시장을 전담해 오다가, 2021년 9월 29일에 현대자동차도 새로운 경형 CUV인 캐스퍼를 내놓게 되면서 19년만에 내수 경차 시장에 재진출했다.

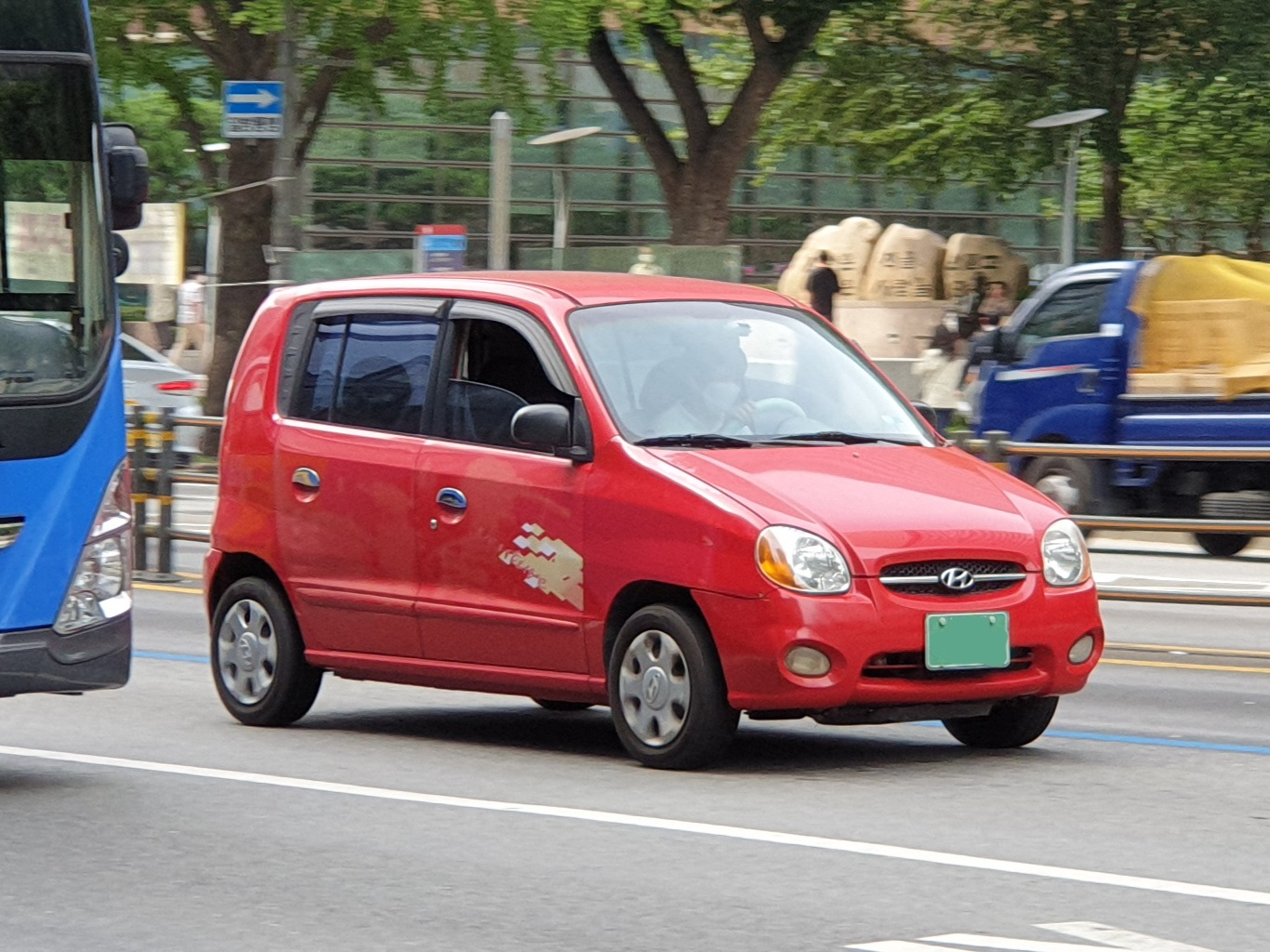
현대 아토스 (후기형) 정측면
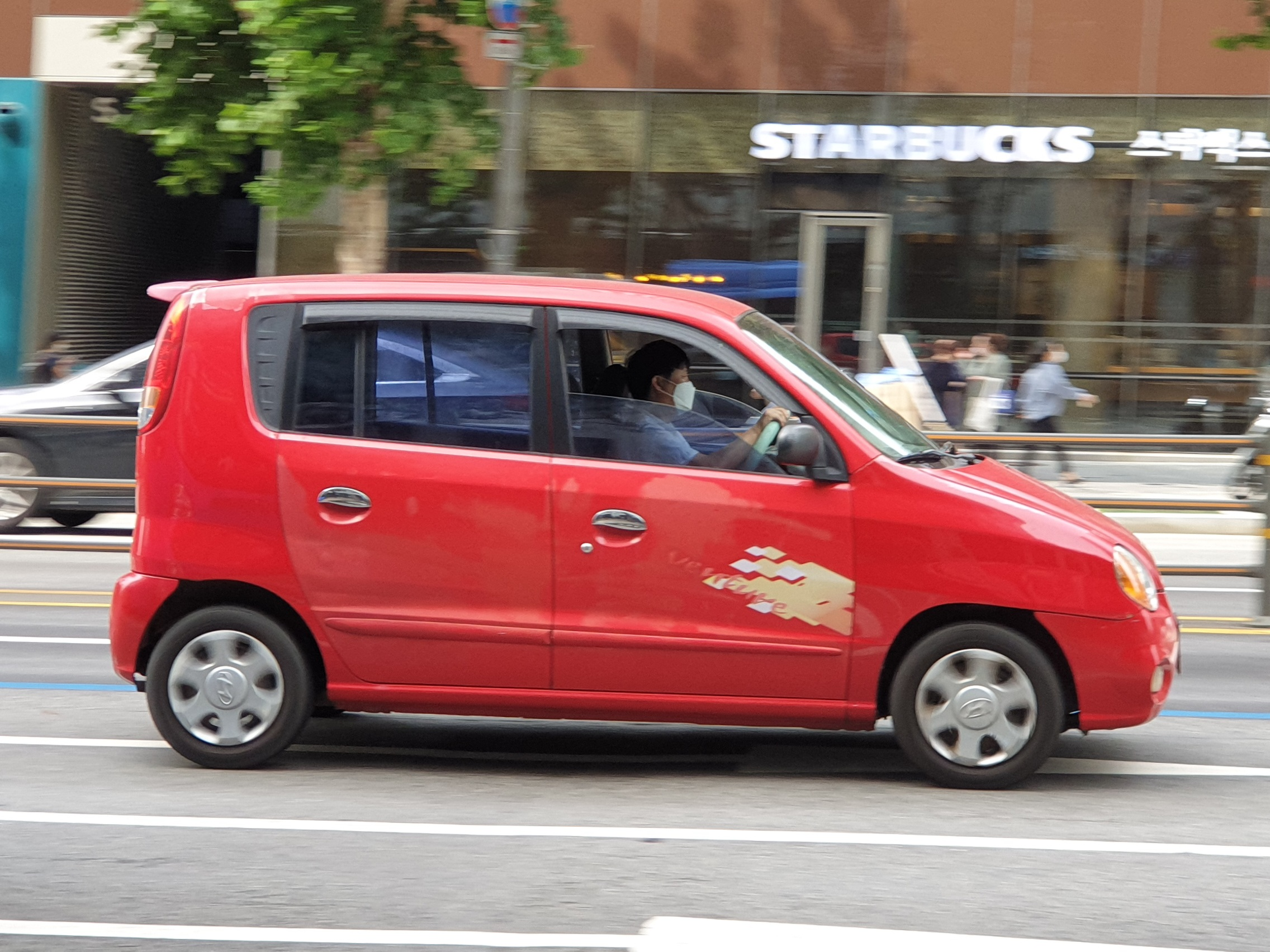
현대 아토스 (후기형) 측면

### 아토스 프라임/상트로
기존 아토스의 전고가 너무 높아 전고를 낮추고, 전체적인 밸런스를 개선한 가치치기 차종이 개발되어 유럽에서는 아토스 프라임, 인도에서는 상트로라는 차명으로 판매되었다. 이 차종은 대한민국에서 기아 비스토로 알려졌는데, 현대자동차가 생산하고 기아자동차 브랜드로 배지 엔지니어링하여 판매했다. 이후 페이스리프트를 거쳤으나, 대한민국에서는 판매되지 않았다.

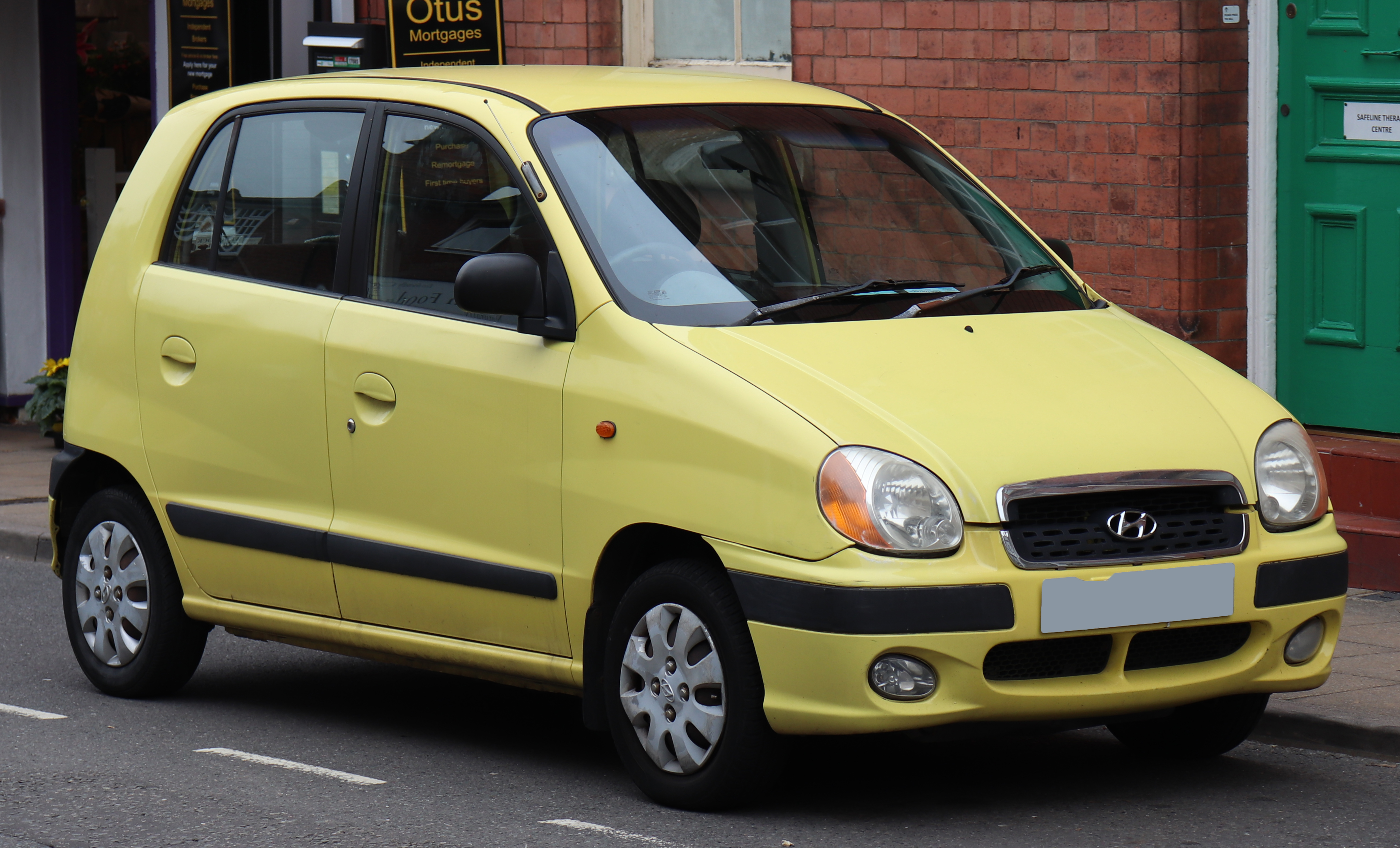
현대 아토스 프라임 (전기형) 정측면
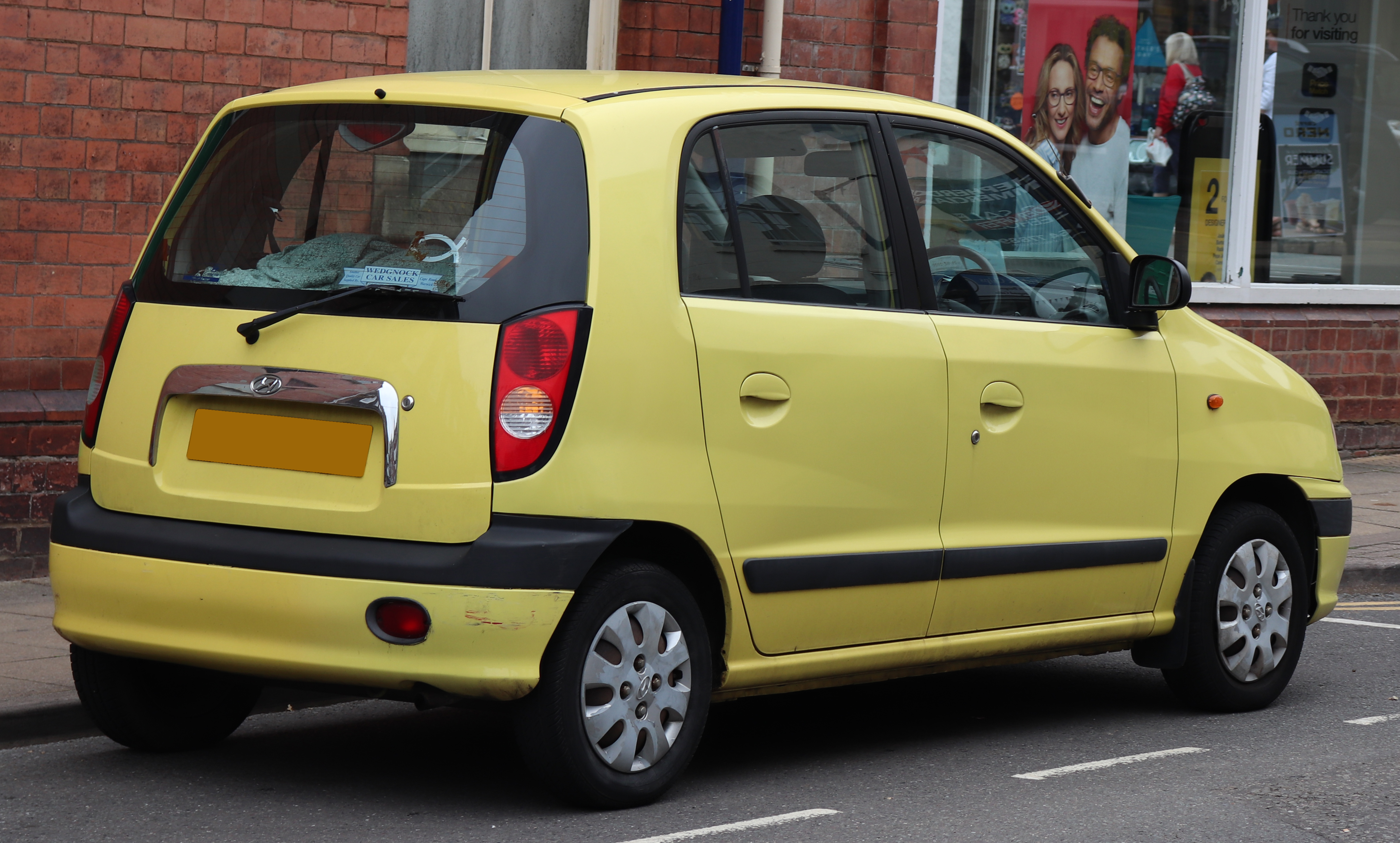
현대 아토스 프라임 (전기형) 후측면
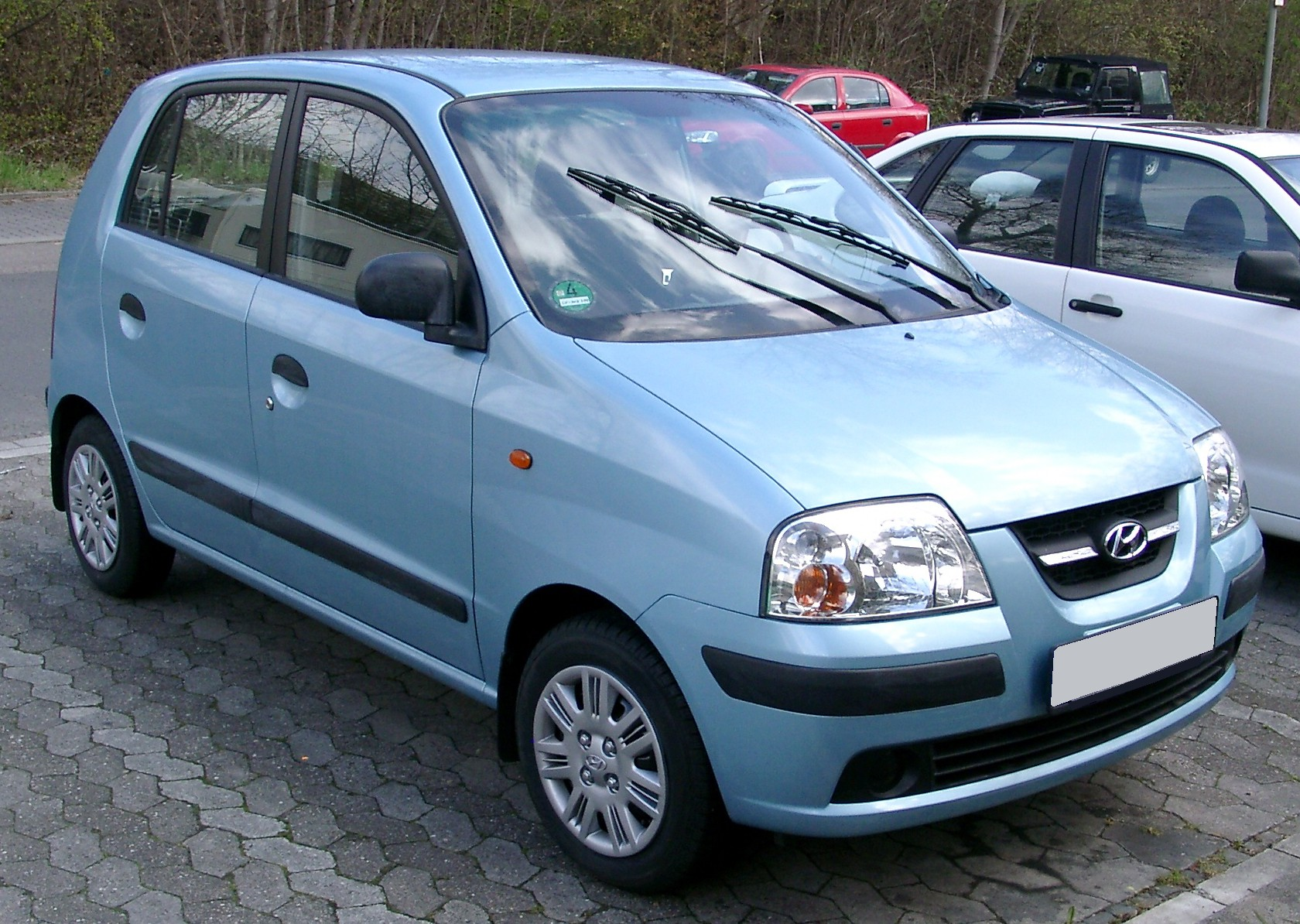
현대 아토스 프라임 (후기형) 정측면
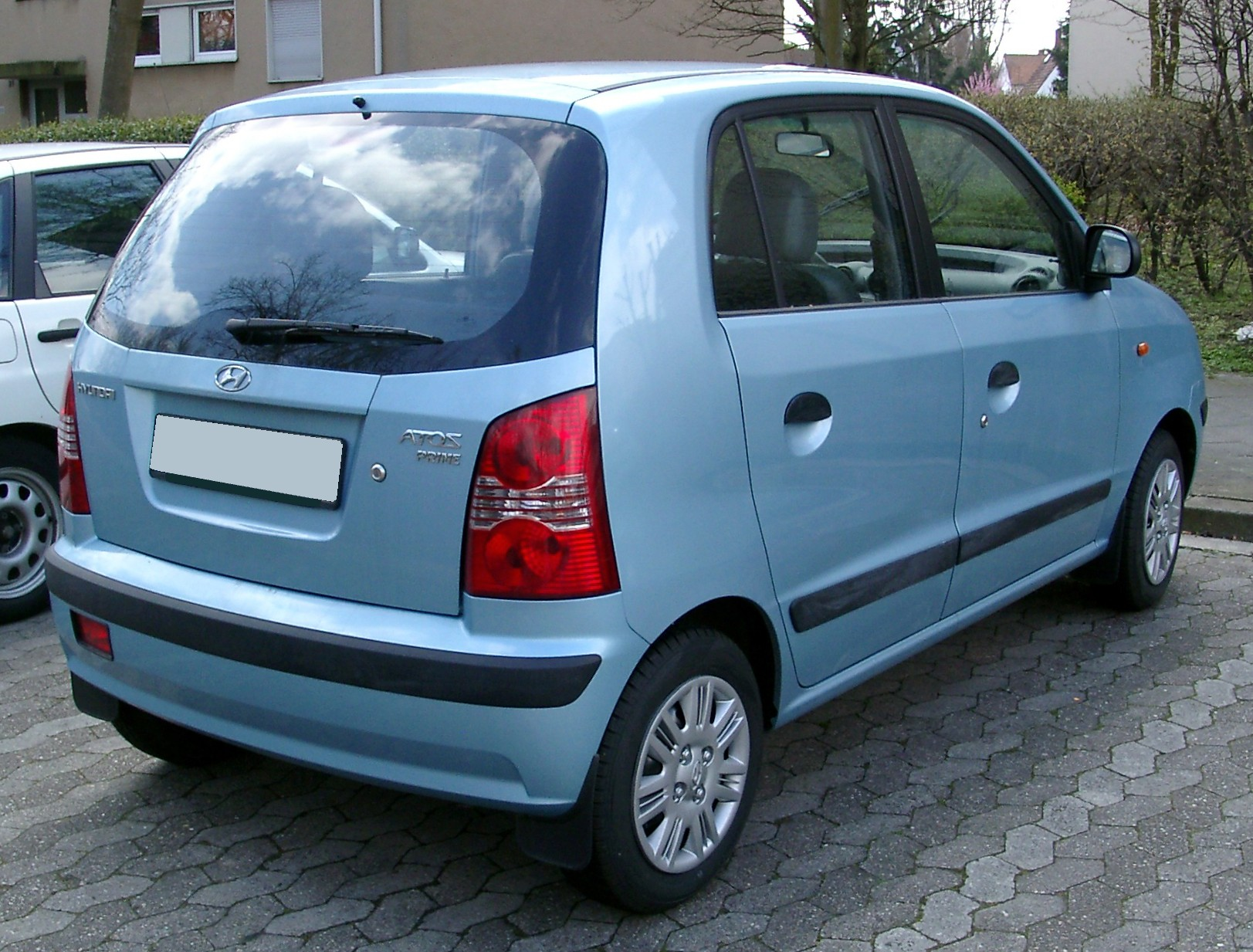
현대 아토스 프라임 (후기형) 후측면

### 인도 시장에서의 인기
현대자동차는 이 차의 지붕을 높여 넓은 실내 공간으로 승부수를 걸었으나 이로 인하여 대한민국 시장에서는 소비자로부터 외면당했다. 그러나 인도에서는 높은 지붕을 통하여 성인 남자들이 머리 장식인 터번을 벗지 않아도 운전할 수 있는 차로 인기를 끌었다. 인도의 국민차가 되어 2014년 말까지 생산되었다.
2018년 10월 23일에 새로운 모습으로 재출시되었으며, 이 때 새로 개발한 플랫폼은 현대 캐스퍼도 공용한다.

### 말레이시아 시장
말레이시아에서는 이노콤 아토스라는 상표와 함께 이노콤 사에서 지역적으로 조립되었다. 본래의 아토스 자동차의 후면을 유지한 채 새로운 아토스 프라임의 앞면을 장착한 이노콤 아토스 프라임은 2006년에 소개되었다.

### 아토스 전기자동차(ATOZ EV)
1997년 독일 프랑크푸르트 모터쇼에서 발표한 전기자동차다. 배터리는 니켈(MH), 배터리 팩을 포함해 무게는 1,173kg이며, 최고 속도는 130km, 완충 시 최고 주행 가능 거리는 198km이다. 완충 시간은 7시간이다.

## 제원
- 전장(mm): 3,495
- 전폭(mm: 1,495
- 전고(mm): 1,615
- 축거(mm): 2,380
- 윤거(전, mm): 1,315
- 윤거(후, mm): 1,300
- 승차정원: 2명(밴)/5명
- 변속기: 수동 5단/반자동 5단/아이신 자동 3단(1997~1999년)/자트코 자동 4단(2000~2002년)
- 구동형식: 전륜구동

| 구분                | 0.8 MPI                                                 | 0.8 TCI                |
| ------------------- | ------------------------------------------------------- | ---------------------- |
| 연료                | 가솔린                                                  | 가솔린                 |
| 배기량(cc)          | 798                                                     | 798                    |
| 최고출력(ps/rpm)    | 51/6,000 (이후 54/6,000, 55/6,000으로 변경)             | 70/6,000               |
| 최고속도(km/h)      | 140 (이후 145로 변경)                                   | 149                    |
| 최대토크(kg*m/rpm)  | 7.0/4,800 (이후 7.4/4,000으로 변경)                     | 10.5/4,000             |
| 연료 탱크 용량(ℓ)   | 35                                                      | 35                     |
| 요소수 탱크 용량(ℓ) | -                                                       | -                      |
| 공차 중량(kg)       | 820(수동, 반자동)/ 837(자동) (이후 855(자동)로 변경)    | 890(수동)/ 905(자동)   |
| 연비(km/l)          | 21.5(수동, 반자동)/ 16.0(자동) (이후 17.8(자동)로 변경) | 20.8(수동)/ 18.1(자동) |

## 라인업
- LPG(1998년부터 판매)
- VAN(1998년부터 판매)
- Camy
- Venture
- Europa(1998년부터 판매)
- Advance(1998년부터 판매)